# Vaziani
Vaziani (en géorgien : ვაზიანი) est un petit village en-dehors de Mtskheta (Géorgie).